# 3 Pułk Dragonów (austro-węgierski)
Pułk Dragonów Fryderyka Augusta Króla Saksonii Nr 3 (niem. Dragonerregiment Friedrich August Konig von Sachsen Nr 3) – pułk kawalerii cesarskiej i królewskiej Armii.

## Historia pułku
W 1768 roku został utworzony pierwszy Pułk Karabinierów. W 1798 roku oddział został przemianowany na Pułk Kirasjerów Nr 3, a 1 października 1876 roku na Pułk Dragonów Nr 3.
W 1914 roku komenda pułku razem z 2. dywizjonem stacjonowała w IX dzielnicy Wiednia, w koszarach Rossauer Kaserne, kadra zapasowa pułku w XIII dzielnicy Wiednia, w koszarach przy ul. Breitenseer Straße 61, natomiast 1. dywizjon w Groß-Enzersdorf.
Pułk wchodził w skład 17 Brygady Kawalerii. Był uzupełniany na terytorium 2 Korpusu.
Żołnierze nosili wyłogi ciemnoczerwone, guziki złote.

## Szefowie pułku
Pierwszym szefem pułku był książę saski i cieszyński Albert (1768 – †10 II 1822), a po nim kolejni królowie Saksonii:
- Fryderyk August I (1822 – †5 V 1827),
- Fryderyk August II Wettyn (1836 – †9 VIII 1854),
- Jan Wettyn (1856 – †29 X 1873),
- Albert I Wettyn (1873 – †19 VI 1902),
- Jerzy Wettyn (1902 – †15 X 1904),
- Fryderyk August III Wettyn (od 1905)[1].

## Komendanci pułku
- płk Karl von Spiegelfeld (1913 – 1914[1])